# Теш (Румунія)
Теш (рум. Teș) — село у повіті Тіміш в Румунії. Входить до складу комуни Брестовец.
Село розташоване на відстані 381 км на північний захід від Бухареста, 34 км на схід від Тімішоари.

## Населення
За даними перепису населення 2002 року у селі проживали 160 осіб.
Національний склад населення села:
| Національність | Кількість осіб | Відсоток |
| -------------- | -------------- | -------- |
| румуни         | 116            | 72,5%    |
| словаки        | 40             | 25,0%    |

Рідною мовою назвали:
| Мова      | Кількість осіб | Відсоток |
| --------- | -------------- | -------- |
| румунська | 116            | 72,5%    |
| словацька | 40             | 25,0%    |